# Great Dunham
Great Dunham is een civil parish in het bestuurlijke gebied Breckland, in het Engelse graafschap Norfolk met 344 inwoners.